# Petapahan Jaya
Petapahan Jaya is een bestuurslaag in het regentschap Kampar van de provincie Riau, Indonesië. Petapahan Jaya telt 2881 inwoners (volkstelling 2010).